# Filantropica
Filantropica es una película rumana de comedia negra de 2002 dirigida por Nae Caranfil y protagonizada por Mircea Diaconu. Aclamada por la crítica y considerada una película de culto de la Nueva Ola Rumana, ha sido descrita como una "comedia sobre corrupción y codicia y cómo conseguir una comida gratis en restaurantes elegantes". Caranfil, el director, hace un cameo como cantante en un karaoke interpretando la canción de Frank Sinatra A mi manera.

## Argumento
Ovidiu Gorea es un profesor de instituto de mediana edad ya cansado que todavía vive con sus padres. Acaba de publicar una colección de historias cortas llamada 'Nobody Dies For Free' ("Nadie muere gratis") que ninguna librería acepta porque ningún cliente quiere comprarla. 
El director del instituto le pide que trate con un estudiante conflictivo llamado Robert. Ovidiu le hace llamar a sus padres para charlar, pero el muchacho envía a su hermana Diana, una bellísima adolescente. Ovidiu se prenda de ella. Le convence para tener una cita con él, pero lo que piensa que será una calmada y sencilla velada con café se convierte en un paseo de bar en bar que le deja casi sin dinero.
Una noche, conoce a un mendigo aparentemente borracho que se ofrece a recitar poemas a cambio de vodka. Los dos comienzan a hablar y así Ovidiu descubre que el mendigo gana dos o tres veces más dinero que él de esta manera. Cuando pregunta por el motivo, el mendigo le habla de la Filantropica Foundation.
Ubicada en un austero sótano, la Filantropica Foundation es en realidad el refugio del líder de todos los mendigos de Bucarest, Pavel Puiuţ, un exconvicto que se dio cuenta d que suplicar no lleva a nada "a no ser que haya una historia conmovedora detrás de la mano que suplica", por lo que decidió crear una red organizada de mendigos, cada uno de los cuales tiene una historia inventada y lacrimógena para hacerles ganar millones. Puiuţ escucha la historia de Ovidiu y decide que es perfecto para su nuevo "proyecto".
Decide juntar a Ovidiu con Miruna, su secretario, y les envía a restaurantes de la alta sociedad donde, junto con uno de los camareros, fingen ser una pareja de profesores sin dinero que celebran su aniversario de bodas y que se dan cuenta cuando acaban de cenar que no tienen suficiente dinero para pagar el coste de la cena. Ovidiu se encarga de montar un numerito que llegue al corazón de la gente rica presente y lograr que les extiendan un cheque por pura compasión. Después, una vez fuera, se dividen el dinero entre los tres.
Después de muchas actuaciones por el estilo, Ovidio consigue el dinero suficiente para impresionar a Diana. Decide alquilar un convertible y llevarla a los clubs a la orilla del lago con la única intención de acostarse con ella. El reticente Puiuţ incluso le da acceso al "teatro" de la fundación (una casa que se alquila por días y utilizan para impresionar a terceras partes), pero una llamada en un mal momento de un cliente le proporciona una cobertura y Diana se marcha enfadada.
Entretanto, Miruna se enamora de su compañero de fechorías y se enfada porque él continúa "zorreando" alrededor de esa "cabeza de chorlito" en lugar de fijarse en una "mujer de verdad". Logra llevárselo a su cama y Ovidiu se sorprende al descubrir que es una antigua prostituta.
La estafa va terriblemente mal cuando Ovidiu y Miruna van a un karaoke donde su actuación no tiene efecto alguno y el camarero, que no es su aliado, lleva a Ovidiu a la parte trasera del local y le da una paliza. Puiuţ revela el gran propósito de su "proyecto": lo prepara todo para hacer aparecer a Ovidiu y Miruna "representando  a su personaje"  en un famoso programa nocturno de la televisión para contar la historia del karaoke. Entonces, él llama, fingiendo estar muy disgustado y anuncia que su fundación ha abierto una cuenta para todos aquellos que quieran donar dinero para los "pobre profesores".
Entretanto, en la escuela, a Ovidiu le visitan dos matones que le preguntan por Robert, quien le debe 3.000 dólares a "alguien" y solo tiene dos días para subsanar la deuda. Ovidiu saca tal cantidad de la cuenta de la fundación, llama a Diana y le da el dinero para su hermano. Finge estar impresionada y le toma el pelo al decirle que le visite esa misma noche más tarde, lo que naturalmente no cumple, engañándole una vez más, al marcharse de la ciudad por la noche. Para redondearlo todo, Ovidiu se encuentra a Robert en un parque, convertido ahora en un mendigo, quien le dice que "Diana" no era su hermana, sino alguna "tía".
Con 3.000 dólares menos, Ovidiu va a casa para encontrarse a los medios y a Puiuţ proclamando que ha ganado el gran premio en la lotería, lo cual es de nuevo un engaño de Puiuţ, quien le recuerda a Ovidiu que "no puede escapar" debido a los 3.000 dólares. Así, Ovidiu acepta su destino y a Miruna como su mujer.
La película tiene un final ominoso, con Puiuţ encontrado a Robert en la calle, convenciéndole para unirse a la operación y rompiendo entonces la cuarta pared: "¿Sientes pena por este pedazo de basura? ¡Hah! ¡Me quedo con vuestro dinero!".

## Reparto
- Mircea Diaconu como Ovidiu Gorea.
- Gheorghe Dinică como Pavel Puiuţ.
- Mara Nicolescu como Miruna Popescu.
- Viorica Vodă como Diana Dobrovicescu.
- Marius Florea Vizante como Bulache.
- Florin Zamfirescu como Poeta de Gara de Nord (Estación del Norte de ferrocarriles en Bucarest).
- Constantin Drăgănescu como Señor Gorea.
- Monica Ghiuţă como Señora Gorea.
- Florin Călinescu como él mismo.
- Ovidiu Niculescu como camarero.
- Valentin Popescu como recuperador #1.
- Liviu Timus como recuperador #2.

## Recepción
Filantropía, junto con  The Death of Mr. Lazarescu (2005), ha sido proclamada como película de culto de la Nueva Ola Rumana. Ha sido descrita como "la primera película de  ficción rumana para que recibe dinero europeo". La película fue aclamada por los críticos, quienes particularmente alabaron el oscuro humor e ingenio del guion. Ganó el Young European Jury Award en el Mons International Festival of Love Films, el Premio Público en el Festival de cine de París, el  Special Jury Award en Wiesbaden goEast en 2002 y el Premio de la Audiencia en el Würzburg Internacional Filmweekend en 2003. Dominique Nasta, autor de Contemporary Romanian Cinema: The History of an Unexpected Miracle, describe la película como "una devastadora e hiperbólica comedia negra sobre la próspera mafia de la mendicidad en Bucarest a través de la manipulación emocional".